# Echium lusitanicum
Echium lusitanicum ist eine Pflanzenart aus der Gattung der Natternköpfe (Echium) in der Familie der Raublattgewächse (Boraginaceae).

## Beschreibung
Echium lusitanicum ist eine mehr oder weniger weich behaarte, aufrecht oder aufsteigend wachsende, ausdauernde Pflanze, die mehrere bis viele kurz und mehr oder weniger spärlich behaarte, blütentragende Stängel ausbildet. Die Grundblätter sind 250 bis 450 mm lang und 15 bis 70 mm breit und breit lanzettlich, sie sind mit angedrückten, weichen Borsten behaart. Die Stängelblätter sind schmal lanzettlich.
Die Blütenstände sind ährenartig. Der Kelch ist 5 bis 7 mm lang. Die Krone ist 7 bis 10 mm lang, sehr schmal trichterförmig und bläulich-weiß. Alle Staubblätter stehen weit aus der Krone heraus, die Staubfäden sind rot.
Echium lusitanicum blüht von Juni bis August.
Die Chromosomenzahl beträgt 2n = 16.

## Vorkommen
Echium lusitanicum kommt in der Mitte Portugals und im Westen und mittleren Westen Spaniens vor.

## Systematik
Echium lusitanicum wurde 1753 von Carl von Linné in Species Plantarum erstveröffentlicht.
Nicht mehr zu dieser Art gehört Echium salmanticum Lag. (Syn.: Echium lusitanicum subsp. polycaulon (Boiss.) P. Gibbs).